# Derek Trevis
Derek Alan Trevis (Birmingham, 9 settembre 1942 – Sacramento, 21 dicembre 2000) è stato un allenatore di calcio e calciatore inglese, di ruolo difensore e centrocampista.

## Carriera
Trevis iniziò la carriera nell'Aston Villa.
Nel marzo 1964 viene ingaggiato nel marzo 1964 dal Colchester Utd, club della terza divisione inglese, a cartellino libero, con cui esordì il 7 marzo 1964 nel pareggio casalingo per 1-1 contro il Mansfield Town. La prima rete la mise a segno invece nella sconfitta casalinga per 2-1 contro l'Hull City. Con la sua squadra retrocedette in quarta serie al termine della Third Division 1964-1965, tornando in terza serie grazie al quarto posto ottenuto nella Fourth Division 1965-1966. Retrocederà nuovamente in quarta serie al termine del campionato 1967-1968.
Nel settembre 1968 passa al Walsall per £10.000, con cui gioca due stagioni in Third Division.
Dal 1970 al 1973 è in forza al Lincoln City, nella Fourth Division.
Nel 1973 viene ingaggiato in prestito dalla neonata franchigia statunitense dei Philadelphia Atoms, con cui si aggiudica la North American Soccer League 1973, battendo in finale, giocata da titolare, per 2-0 i Dallas Tornado.
Tornerà in prestito agli Atoms anche nella stagione seguente. Anche nelle due successive stagioni della NASL giocò con gli Atoms senza ottenere risultati di rilievo.
Dopo la prima esperienza con gli Atoms tornò in patria per giocare nello Stockport County, con cui ottenne il ventiquattresimo e ultimo posto nella Fourth Division 1973-1974.
Nella stagione 1976 diventa allenatore-giocatore nei San Diego Jaws, chiusa al quinto e ultimo posto nella Southern Division della Pacific Conference.
Nella stagione 1977 fu chiamato alla guida dei L.V. Quicksilvers, venendo sostituito da Jim Fryatt, suo assistente.
Nella stagione 1978 torna a Filadelfia per giocare nei Philadelphia Fury, con cui raggiunge gli ottavi di finale del torneo.

## Palmarès
- North American Soccer League: 1

Philadelphia Atoms: 1973